# Pretty Shining People
Pretty Shining People è un singolo del cantante britannico George Ezra, pubblicato l'8 marzo 2019 ed estratto dall'album in studio Staying at Tamara's.

## Video musicale
Il video è stato pubblicato in concomitanza con l'uscita del brano l'8 marzo 2019.

## Tracce
1. Pretty Shining People – 3:33